# Liste der Baudenkmäler in Ahorn (Landkreis Coburg)
Auf dieser Seite sind die Baudenkmäler in der oberfränkischen Gemeinde Ahorn zusammengestellt. Diese Tabelle ist eine Teilliste der Liste der Baudenkmäler in Bayern. Grundlage ist die Bayerische Denkmalliste, die auf Basis des Bayerischen Denkmalschutzgesetzes vom 1. Oktober 1973 erstmals erstellt wurde und seither durch das Bayerische Landesamt für Denkmalpflege geführt wird. Die folgenden Angaben ersetzen nicht die rechtsverbindliche Auskunft der Denkmalschutzbehörde.
 Diese Liste gibt den Fortschreibungsstand vom 4. Juni 2019 wieder und enthält 38 Baudenkmäler.

## Baudenkmäler nach Ortsteilen

### Ahorn
| Lage                                                                         | Objekt                              | Beschreibung | Akten-Nr.              | Bild                              |
| ---------------------------------------------------------------------------- | ----------------------------------- | --- | ---------------------- | --------------------------------- |
| Brunnäcker (Standort)                                                        | Brunnenhaus                         | Brunneneinfassung in Form eines klassizistischen Sarkophags in halbrunder Bodenvertiefung mit gemauerter Einfassung, Sandstein, um 1840 | D-4-73-112-44 Wikidata | Brunnenhaus                       |
| Friedhof (Standort)                                                          | Friedhof                            | Mit Grabmälern des frühen 19. Jahrhunderts; Engelsfigur von Jakob Wilhelm Fehrle | D-4-73-112-8 Wikidata  | Friedhof                          |
| Hauptstraße 37 (Standort)                                                    | Evangelisch-lutherisches Pfarramt   | Zweigeschossiger Walmdachbau, erste Hälfte 18. Jahrhundert | D-4-73-112-1 Wikidata  | Evangelisch-lutherisches Pfarramt |
| Hauptstraße 46 (Standort)                                                    | Frackdachhaus                       | Fachwerk und Laube, 18. Jahrhundert | D-4-73-112-2 Wikidata  | Frackdachhaus                     |
| Hauptstraße 48 (Standort)                                                    | Schloss Ahorn                       | Vorderschloss mit runden Ecktürmen, 16. Jahrhundert, an der Nordseite Treppenturm des 17. Jahrhunderts Mit Hinterschloss durch moderne Verbindungsbauten (Portal bezeichnet „1877“) zu vierseitiger Anlage geschlossen, mit Küchenbau Ehemalige Vorburg, jetzt Gutshof, Schopfenwalmdachbau mit eingemauertem Wappenstein, bezeichnet „1555“, Wirtschaftsgebäude bezeichnet „1891“; mit Ausstattung Neurenaissance-Hofportal, bezeichnet „1890“ Jenseits der Straße Terrassenanlage mit Brunnen Brunnen im Wirtschaftshof, polygonales Becken, Brunnensäule, 18. Jahrhundert Klassizistisches Denkmal, um 1830, im Schlossgarten | D-4-73-112-4 Wikidata  | weitere Bilder                    |
| Hauptstraße 48a (Standort)                                                   | Evangelisch-lutherische Pfarrkirche | Turm mit Altarhaus und Sakristei, erste Hälfte 15. Jahrhundert, Langhaus 17./18. Jahrhundert (Portal bezeichnet „1631“, Fenster bezeichnet „1790“); mit Ausstattung. An den Kirchenwänden zahlreiche Epitaphien | D-4-73-112-3           | weitere Bilder                    |
| An der Hauptstraße Abzweigung nach Wüstenahorn (Standort)                    | Kilometerstein                      | 19. Jahrhundert | D-4-73-112-10          | Kilometerstein                    |
| Lange Gasse 1 (Standort)                                                     | Hof Ehrlicher                       | Hofanlage; Wohnstallhaus, lang gestreckter, eingeschossiger Satteldachbau auf Kellersockel mit Rautenfalzziegeldeckung, Laubengang und rückseitigem Pultdachanbau, Wohnteil verschieferter Fachwerkbau, Stallteil werksteinsichtiger Sandsteinquaderbau mit Fachwerkkniestock, 1884; mit Ausstattung; Scheune, zweigeteilter Fachwerkbau mit Satteldach und zwei Toren, östlicher Teil wohl 1. Hälfte 19. Jh., 1887 nach Westen erweitert; Göpelhalle, einstöckiger Fachwerkbau mit Satteldach mit Rautenfalzziegeldeckung, 1889/90; Brunnen, mit gusseiserner Schwengelpumpe und runder Sandsteinquadereinfassung, nach 1851.   | D-4-73-112-46          | BW                                |
| Schäferei 2 (Standort)                                                       | Schäferwohnhaus                     | Erdgeschossiger Walmdachbau, bezeichnet „1713“ | D-4-73-112-5           | weitere Bilder                    |
| Schäferei 2 (Standort)                                                       | Brunnentrog unter Fachwerküberbau   | 18. Jahrhundert | D-4-73-112-7 Wikidata  | weitere Bilder                    |
| Schäferei 2 (Standort)                                                       | Schafstall                          | Langgestreckter stattlicher Walmdachbau, ovale Okuli, Anfang 18. Jahrhundert | D-4-73-112-6           | weitere Bilder                    |
| An der Straße nach Coburg, an der Abzweigung des Weges nach Süden (Standort) | Steinerner Tisch                    | Sandstein, 1829 | D-4-73-112-9           | Steinerner Tisch                  |

### Finkenau
| Lage                              | Objekt                 | Beschreibung | Akten-Nr.              | Bild                   |
| --------------------------------- | ---------------------- | --- | ---------------------- | ---------------------- |
| Brunnwiese (Standort)             | Brunnen                | Brunneneinfassung, in Form einer Ädikula, klassizistisch, Sandstein; dat. 1836; Wasserhahn aus Bronze erneuert, Hangeinfassung erneuert. | D-4-73-112-45 Wikidata | Brunnen                |
| Creidlitzer Straße 1 (Standort)   | Schloss Finkenau       | Das Schloss Finkenau entstand 1828 als zweigeschossiges, klassizistisches Herrenhaus. Das Gebäude hat rechteckigen Grundriss mit sieben beziehungsweise vier Fensterachsen und ein flaches Walmdach. Neben dem Herrenhaus steht ein Schafstall mit Schäferwohnung aus dem 18./19. Jahrhundert. Der erdgeschossige Halbwalmdachbau hat einen Sandstein und einen Sandsteinsockel, auf dem die Fachwerkwände stehen                               | D-4-73-112-11 Wikidata | Schloss Finkenau       |
| Creidlitzer Straße 3/5 (Standort) | Finkenmühle, Kraftwerk | Das Anwesen an der Itz besteht aus der Wasserkraftanlage Finkenau mit Nebengebäuden. Das Hauptgebäude ist ein Schopfwalmdachhaus mit der Bezeichnung „1798“. Vor und in dem Garten des Hauses Nr. 5 stehen zwei barocke Atlanten, die um 1700 entstanden sind und ursprünglich zu einem Haus in der Coburger Spitalgasse 12 gehörten, das 1975 abgerissen wurde. Eine Gartenmauer mit einem Stein und der Bezeichnung 1580 begrenzt das Anwesen | D-4-73-112-12 Wikidata | Finkenmühle, Kraftwerk |

### Hohenstein
| Lage                                                         | Objekt                                       | Beschreibung | Akten-Nr.              | Bild                                         |
| ------------------------------------------------------------ | -------------------------------------------- | --- | ---------------------- | -------------------------------------------- |
| (Standort)                                                   | Allee                                        | Aus unterschiedlichen Bäumen, um 1870; ehemals Hauptzufahrt aus Richtung Coburg | D-4-73-112-40 Wikidata | Allee                                        |
| Hohenstein 1 (Standort)                                      | Bergfried                                    | Quadratischer Turmstumpf, Sandstein mittelalterlich Dabei neugotische Brüstung eines Geländers | D-4-73-112-15 Wikidata | BW                                           |
| Hohenstein 1 (Standort)                                      | Mauer                                        | Östlich der Kirche | D-4-73-112-15 Wikidata | BW                                           |
| Hohenstein 3, vor der Kirche (Standort)                      | Klassizistisches Denkmal der Familie Imhoff  | Abgebrochene Säule auf rechteckigem Sockel, um 1800 | D-4-73-112-16 Wikidata | BW                                           |
| Am Brückenweg, unterhalb der Kirche (Standort)               | Klassizisierendes Denkmal der Familie Imhoff | Felsblock mit Gedenkinschrift, Ende 19. Jahrhundert | D-4-73-112-17 Wikidata | Klassizisierendes Denkmal der Familie Imhoff |
| Hohenstein 1 (Standort)                                      | Schloss Hohenstein                           | Baugruppe um Innenhof, im Kern spätmittelalterlich; Lichtensteinbau bezeichnet „1571“; mit Ausstattung Wehrgang und Mauern Gotisierender Neubau mit Rundturm um 1890 Torhaus mit Rokokotafel, 1763 Herrenhaus 18. Jahrhundert und spätes 19. Jahrhundert; jüngste historisierende Umgestaltung um 1905 von Leopold Oelenheinz | D-4-73-112-13          | weitere Bilder                               |
| Hohenstein 3 (Standort)                                      | Saalbau mit Dachreiter                       | Spätes 17. Jahrhundert; mit Ausstattung | D-4-73-112-14          | BW                                           |
| Hohenstein 3 (Standort)                                      | Malerisches Pförtnerhaus                     | Neurenaissance, bezeichnet „1899“ | D-4-73-112-19 Wikidata | Malerisches Pförtnerhaus                     |
| Hohenstein 4 (Standort)                                      | Ehemaliges Försterhaus                       | Satteldachbau im Schweizer Stil mit Türmchen, bezeichnet „1894“ | D-4-73-112-36 Wikidata | Ehemaliges Försterhaus                       |
| Südlich des Schlosses (Standort)                             | Park                                         | Hainartig, Terrassenanlagen mit Rokokobalustraden; Rundtempel (bezeichnet „1845“) über Drachengrotte; gusseiserner Laubengang; neugotische Mauern und Türmchen, 18. bis 20. Jahrhundert | D-4-73-112-18 Wikidata | BW                                           |
| Circa 1/2 km südöstlich im Wald (Standort)                   | Querkelsteine                                | Mit Inschriften und Treppen- und Wegesystem Dort auch Bismarckdenkmal, Gedenkinschrift mit beschädigtem Bildnisrelief, 1899 | D-4-73-112-22 Wikidata | weitere Bilder                               |
| Östlich des Brückenweges (Standort)                          | Sogenannte Teufelskanzel                     | Teufelsstein, Felsblöcke mit eingehauenen Treppen, Erschließungswegen und Steinbank, um 1870 | D-4-73-112-39 Wikidata | weitere Bilder                               |
| Tanzplatz, im Wald nordwestlich des Försterhauses (Standort) | Sandsteinterrasse                            | Um 1870 In der Nähe Yorick-Stein, Felsblock mit Inschrift, um 1870 | D-4-73-112-38 Wikidata | BW                                           |
| Vor der Weinstube Alte Henne (Standort)                      | Steinerner Rundtisch                         | Bezeichnet „1882“ | D-4-73-112-20 Wikidata | Steinerner Rundtisch                         |

### Krebsmühle
| Lage                                                                                | Objekt    | Beschreibung | Akten-Nr.              | Bild      |
| ----------------------------------------------------------------------------------- | --------- | --- | ---------------------- | --------- |
| Bei Punkt 330,9; 120 m südostwärts, 120 Meter südostwärts der Krebsmühle (Standort) | Centstein | Bezeichnung „1803“. Der Sandstein markiert den Grenzverlauf zwischen den Fürstentümern Würzburg und Sachsen-Coburg | D-4-73-112-23 Wikidata | Centstein |

### Schorkendorf
| Lage                                                                      | Objekt     | Beschreibung | Akten-Nr.              | Bild       |
| ------------------------------------------------------------------------- | ---------- | --- | ---------------------- | ---------- |
| Südsüdwestlich an der B 303B 303 bei Punkt 368,8 (Standort)               | Centstein  | Der Sandstein mit der Bezeichnung „1803“ markiert den Grenzverlauf zwischen den Fürstentümern Würzburg und Sachsen-Coburg | D-4-73-112-24 Wikidata | Centstein  |
| An der südwestlichen Spitze des Propsteiholzes bei Punkt 363,4 (Standort) | Grenzstein | Der Centstein mit der Bezeichnung „1599“ wurde nach dem Trappstädter Rezess von 1599 gesetzt. Der zwischen Fürstbischof Julius Echter von Mespelbrunn und den Herzögen Johann Casimir und Johann Ernst von Sachsen-Coburg geschlossene Vertrag regelte den bis dahin strittigen Grenzverlauf zwischen dem Hochstift Würzburg und dem Fürstentum Sachsen-Coburg. | D-4-73-112-35 Wikidata | Grenzstein |

### Witzmannsberg
| Lage | Objekt                                        | Beschreibung                                                                  | Akten-Nr.              | Bild                |
| --- | --------------------------------------------- | ----------------------------------------------------------------------------- | ---------------------- | ------------------- |
| Am Weg nach Watzendorf, im Flurteil Alter See (Standort)                                                                                 | Bildhäuschen                                  | 18. Jahrhundert                                                               | D-4-73-112-32          | Bildhäuschen        |
| Im Garten hinter der Gemeindekanzlei (Standort)                                                                                          | Bildstock                                     | Mitte 19. Jahrhundert; nicht nachqualifiziert                                 | D-4-73-112-29 Wikidata | BW                  |
| Kirchhof (Standort) | Kirchhofbefestigung                           | Im Kern spätmittelalterliche Sandsteinquadermauer                             | D-4-73-112-26 Wikidata | Kirchhofbefestigung |
| Kirchstraße 4 (Standort) | Katholische Filialkirche St. Johannes Baptist | Saalbau mit eingezogenem Chor, 1708–1711 und 1790; mit Ausstattung            | D-4-73-112-25 Wikidata | weitere Bilder      |
| (Standort) | Verkündhalle                                  | Offener Walmdachbau, auf Holzpfeilern, frühes 19. Jahrhundert, renoviert 1972 | D-4-73-112-28 Wikidata | Verkündhalle        |
| Grabenäcker; Schaumäcker, an einem nach Westen führenden Weg, der von dem Weg nach Watzendorf abzweigt, im Flurteil Alter See (Standort) | Wegkreuz                                      | Kruzifix, Eisenkreuz auf Sandsteinsockel, bezeichnet „1892“                   | D-4-73-112-33 Wikidata | Wegkreuz            |
| Am Weg zum Flurteil Alter See (Standort)                                                                                                 | Wegkreuz                                      | Bezeichnet „1882“                                                             | D-4-73-112-34 Wikidata | Wegkreuz            |

### Wohlbach
| Lage                                                       | Objekt    | Beschreibung | Akten-Nr.              | Bild      |
| ---------------------------------------------------------- | --------- | --- | ---------------------- | --------- |
| Am Wegrand des Tetschenbachholzes bei Punkt 349 (Standort) | Centstein | Der Sandstein mit der Bezeichnung „1798“ markiert den Grenzverlauf zwischen den Fürstentümern Würzburg und Sachsen-Coburg. | D-4-73-112-41 Wikidata | Centstein |

## Ehemalige Baudenkmäler
| Lage                                    | Objekt                  | Beschreibung | Akten-Nr.              | Bild                    |
| --------------------------------------- | ----------------------- | --- | ---------------------- | ----------------------- |
| Westlich des Schlosses im Wald ()       | Felsenblöcke            | Mit eingearbeitetem Wege- und Treppensystem, hier auch klassizisierende Gedenkinschrift für den Krieg 1870/71; nicht nachqualifiziert, im Bayerischen Denkmal-Atlas nicht kartiert | D-4-73-112-21          |                         |
| Im Hof Coburger Straße 15 (Standort)    | Wegkreuz                | Bezeichnet „1920“; nicht nachqualifiziert, im Bayerischen Denkmal-Atlas nicht kartiert                                                                                             | D-4-73-112-30 Wikidata | BW                      |
| Brunnenstraße 2 (Standort)              | Hausfigur Marienkrönung | Volkstümliche Arbeit wohl des 19. Jahrhunderts; an Nebenhaus | D-4-73-112-27 Wikidata | Hausfigur Marienkrönung |
| Im Garten Coburger Str. 24 b (Standort) | Bildhäuschen            | 18. Jahrhundert | D-4-73-112-31 Wikidata | BW                      |
| südwestlich des Försterhauses ()        | Pavillon                | Birkenholzpavillon, mit Treppen und Wegeinfassungen, um 1870 | D-4-73-112-37 Wikidata |                         |